# Xã West Caln, Quận Chester, Pennsylvania
Xã West Caln (tiếng Anh: West Caln Township) là một xã thuộc quận Chester, tiểu bang Pennsylvania, Hoa Kỳ. Năm 2010, dân số của xã này là 9.014 người.